# Weird Al Yankovic

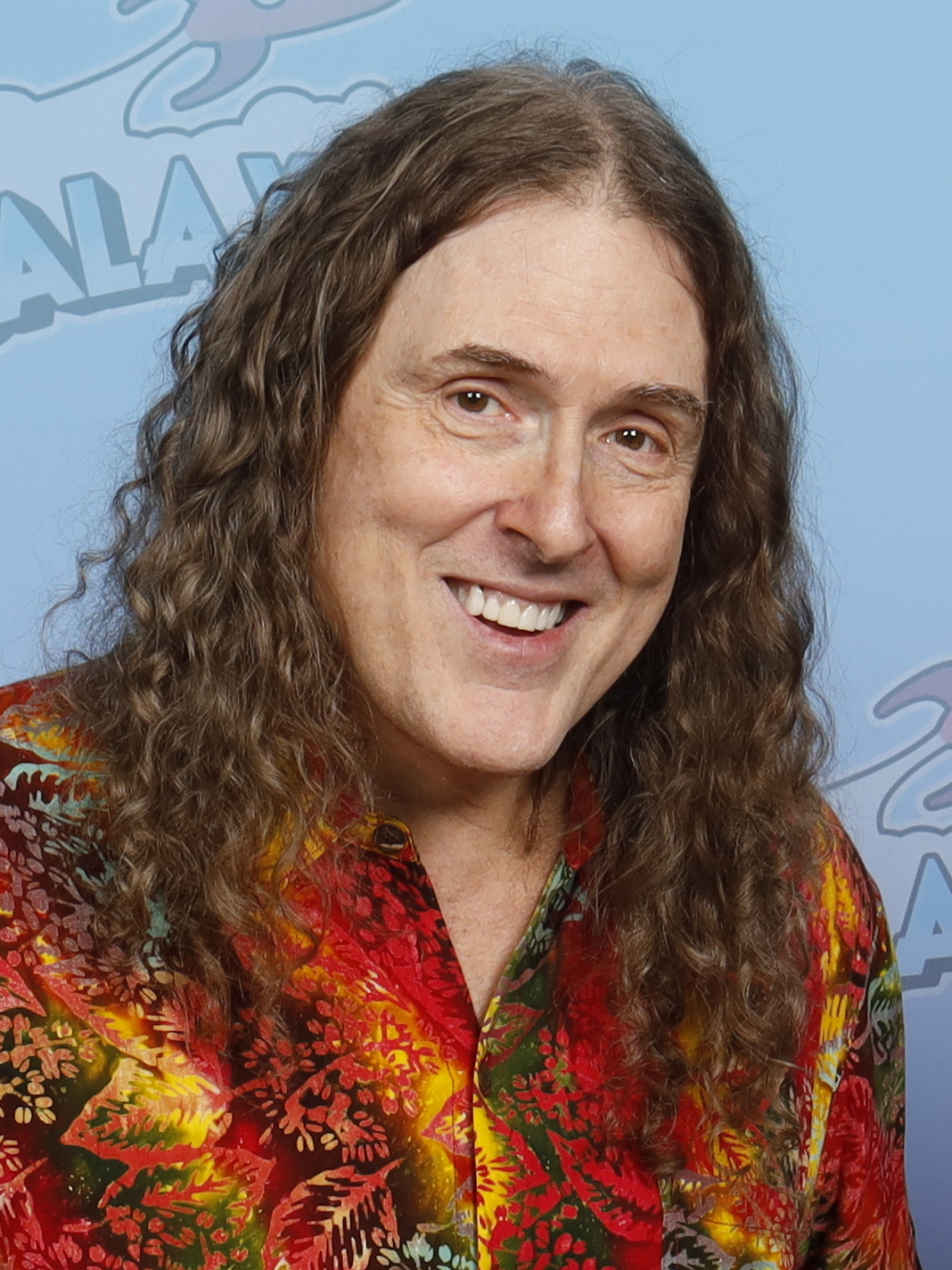
„Weird Al“ Yankovic (2024)

Alfred Matthew „Weird Al“ Yankovic [ˈjæŋkəvɪk] (* 23. Oktober 1959 in Lynwood, Kalifornien) ist ein US-amerikanischer Musiker und Parodist, der vor allem durch seine Lieder, die die Popkultur parodieren, bekannt wurde.

## Biografie
Einen Tag vor seinem siebten Geburtstag begann Yankovic, Sohn eines jugoslawischstämmigen Amerikaners und einer Italoamerikanerin, Akkordeon zu spielen.
Nachdem er Dr. Dementos Sendung (eine Radiosendung mit witziger Musik) im Radio gehört hatte, schickte Yankovic 1976 dem „Doctor“ eine Kassette mit einem Stück namens Belvedere Cruising. Yankovic war zu dieser Zeit in der Oberstufe der Lynwood High School in Lynwood (Kalifornien). Die Kassette war der Anfang seiner späteren Karriere.
Drei Jahre später war Yankovic Architekturstudent und Diskjockey an der Radiostation KCPR der California Polytechnic State University (Cal Poly) in San Luis Obispo. Weil zu dieser Zeit das Lied My Sharona von The Knack in den Hitparaden war und The Knack plante, an der Cal Poly zu spielen, nahm Yankovic sein Akkordeon mit in die Toilette gegenüber dem Aufnahmeraum und nahm eine Parodie mit dem Titel My Bologna auf. Die Musiker von The Knack fanden es witzig und sorgten dafür, dass der Song bei ihrer Plattenfirma Capitol Records veröffentlicht wurde, was Yankovic einen Sechs-Monats-Vertrag einbrachte.
Als Yankovic im Jahr 1980 in der Postabteilung bei Westwood One arbeitete, zu jener Zeit Dr. Dementos Radiosender, kündigte er an, er habe eine neue Parodie parat. Der Schlagzeuger Jon Schwartz war auch anwesend, und so wurde er angeheuert, auf Yankovics Akkordeonkasten zu trommeln. Die daraus entstandene Vorstellung von Another One Rides the Bus war eine Parodie auf den Hit Another One Bites the Dust von Queen.

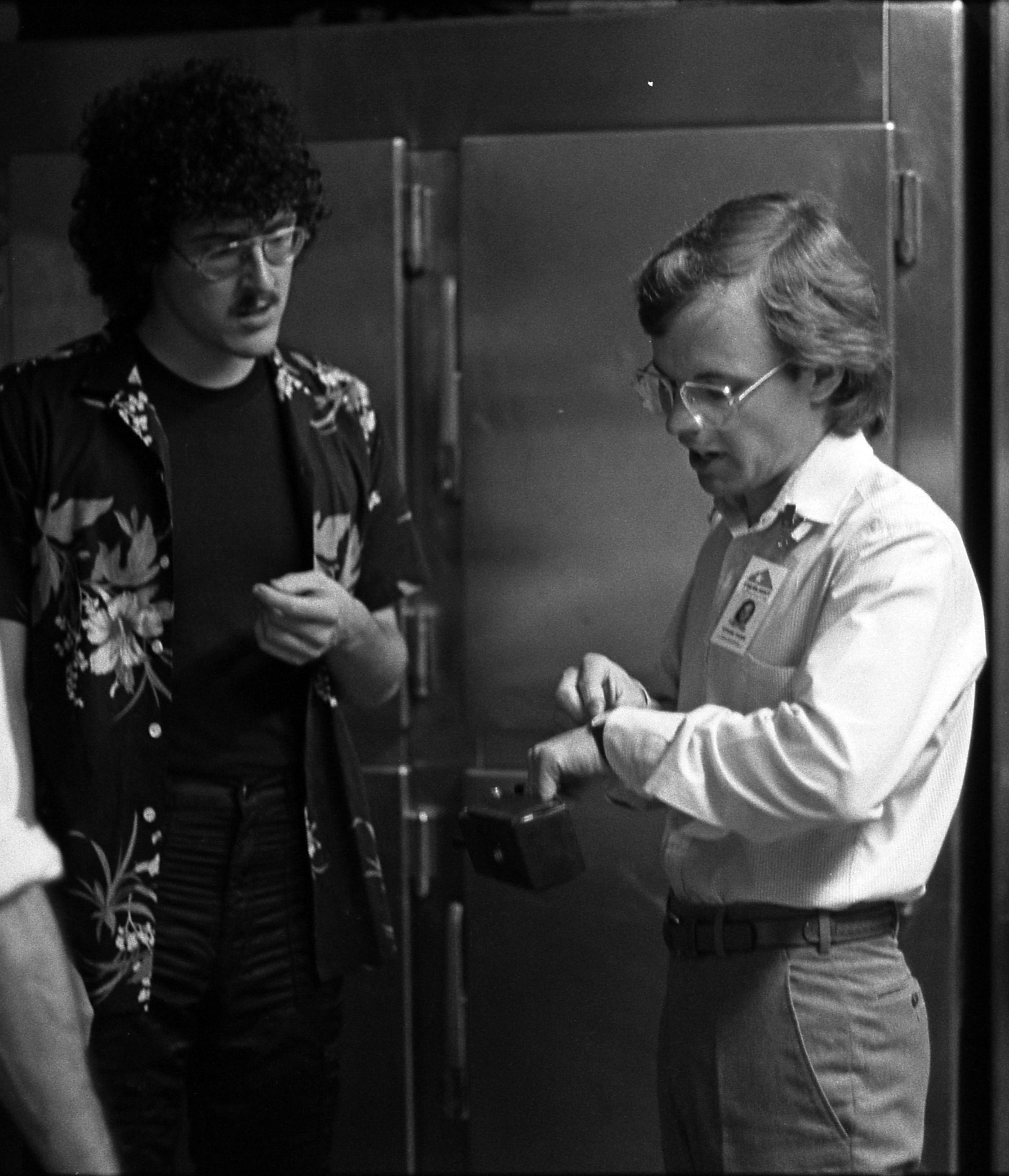
Yankovic (links) mit dem Konzertpromoter Tom Griffin vor einer Show in Burbank, Kalifornien (1984)

1981 ging Yankovic das erste Mal mit Dr. Dementos Show auf Tournee. Seine Auftritte waren besonders interessant, weil wenige Leute, wenn überhaupt, Parodien von Rockmusik auf dem Akkordeon spielten. Sein Bühnenauftritt weckte Interesse bei dem Manager Jay Levey, dem der Auftritt sehr gefiel und der daraufhin Yankovics Manager wurde. Levey bestand darauf, dass die Show besser klingen würde, wenn Yankovic eine vollständige Band hätte, weshalb man Musiker vorspielen ließ. Man entschied sich für Steve Jay als Bassisten und Jim West als Gitarristen. Mit Jon Schwartz am Schlagzeug war die Band komplett.
Yankovic gab an, er sei von Allan Sherman inspiriert worden, dessen Mini-Porträt (mit Namen) auf dem Cover seines ersten Albums zu sehen ist.
Seit Mitte der 1990er Jahre tritt Yankovic alljährlich bei der Minnesota State Fair auf.
Am 10. Februar 2001 heiratete er seine Freundin, mit der er seit dem 11. Februar 2003 eine gemeinsame Tochter hat.
Am 9. April 2004 wurden Yankovics Eltern tot in ihrem Haus in Fallbrook (Kalifornien) aufgefunden. Sie waren Opfer einer Kohlenmonoxid-Vergiftung geworden. Einen Abend nachdem die Leichen gefunden worden waren, trat Yankovic bei einem Konzert in Mankato (Minnesota) auf und sagte, dass Musik vielen seiner Fans durch harte Zeiten geholfen habe und dies vielleicht auch bei ihm funktionieren würde.
Am 27. August 2018 wurde er mit dem 2643. Stern auf dem Hollywood Walk of Fame geehrt. 2023 gab er im Rahmen seiner The Unfortunate Return of the Ridiculously Self-Indulgent, Ill-Advised Vanity Tour erstmals in Deutschland und Österreich Konzerte.

## Yankovics Lieder
Obwohl er vor allem für seine Parodien bekannter Songs bekannt ist, hat Yankovic eine große Anzahl eigener humorvoller Lieder verfasst, beispielsweise You Don’t Love Me Anymore, Albuquerque, Why Does This Always Happen to Me? oder Hardware Store. Seine Alben bestehen im Regelfall je zur Hälfte aus Parodien und eigenen Kompositionen. Yankovics Arbeit besteht größtenteils darin, die Popkultur inklusive Fernsehen, Filmen, Essen, Popmusik und manchmal Themen der aktuellen Nachrichten satirisch zu verzerren. Wiederkehrende Motive sind Star Wars und die Geekkultur.

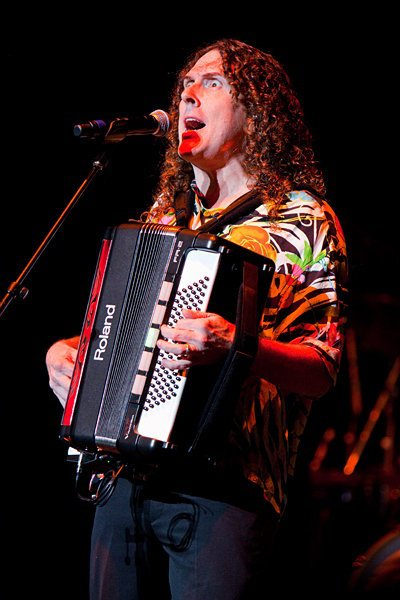
„Weird Al“ Yankovic (2010)

Obwohl viele seiner Songs Parodien auf aktuelle Radiohits sind, ist es selten, dass er damit den Künstler selbst treffen will. Yankovics Humor liegt vielmehr darin, unerwartete Missverhältnisse zwischen dem Bild des Künstlers und dem Thema des Songs zu erschaffen, wobei der Stil des Songs seinem Inhalt gegenübergestellt wird, oder indem Trends oder Arbeiten herausgestellt werden, die Klischees in der Popkultur geworden sind. Einige seiner eigenen Songs sind Stilparodien, wobei er eher das gesamte Werk als nur einen einzelnen Hit einer Band auswählt, um es zu ehren/parodieren; einige Bands, die auf diese Art geehrt wurden, sind Devo (Dare to Be Stupid), The Beach Boys (Trigger Happy), They Might Be Giants (Everything You Know Is Wrong) oder Bob Dylan (Bob).
Sein neunminütiges Stück Genius in France ist eine Hommage an Frank Zappa. Das Lied vereint etliche von Zappa verwendete und geprägte Stilmittel in sich und wurde selbst von Zappas Fans, die (nach Zappas Tod) keine Stücke in dessen speziellem Stil mehr erwartet hatten, hoch gelobt. Sein Album Straight Outta Lynwood (enthält u. a. eine Parodie von Chamillionaires Song Ridin’ Dirty mit dem Titel White & Nerdy) erreichte in der zweiten Verkaufswoche Platz 10 der Billboard-Charts und ist damit Yankovics erstes Top-10-Album. Mit zum Erfolg des Albums trug die Popularität des Songs Don’t Download This Song bei Internet-Nutzern bei, der ironisch die anhaltende Diskussion über Urheberrecht im digitalen Zeitalter aufgreift und kostenlos zum Download bereitstand.
Nachdem auch das nächste Album Alpocalypse in die Top 10 der US-Charts gekommen war, gelang es ihm mit seinem 14. Album Mandatory Fun im Sommer 2014 erstmals Platz eins der Albumcharts einzunehmen. Das Album wurde bei den Grammy Awards 2015 als bestes Comedyalbum ausgezeichnet. Im März 2018 erreichte „Weird Al“ Yankovic mit The Hamilton Polka, einem Polka-Medley, das auf Stücken des Musicals Hamilton basiert, über 17.000 Downloads und 1,2 Millionen Streams und kam so auf Platz 1 der US-Comedy Charts und Platz 23 der Digitalcharts.

## Fernsehauftritte
„Weird Al“ Yankovic hatte eine kurzlebige TV-Serie mit dem Titel The Weird Al Show, die von September 1997 bis Januar 1998 auf CBS ausgestrahlt wurde. Die Sendung war Teil des Morgenprogramms am Samstag und als Kindersendung konzipiert worden. Der Humor in der Serie traf eher Yankovics erwachsene Fans. Die Sendung wurde nach nur einer Staffel abgesetzt, da sie nur mäßige Einschaltquoten erreichte.
Yankovic moderierte viele Jahre AL-TV auf MTV, üblicherweise immer, wenn gerade wieder ein neues Album herausgekommen war. Für das Album Poodle Hat allerdings erschien AL-TV auf VH1. Der beliebteste Teil von AL-TV ist der, in dem Yankovic Interviews, die speziell für AL-TV vom Sender in Auftrag gegeben worden waren, für den komischen Effekt manipuliert.
VH1 produzierte eine „Behind the Music“-Folge über Yankovic. Er ist so klar umrissen, dass die Produzenten keine der typischen Probleme finden konnten, die viele Geschichten der Rockstars interessant machen (wie Yankovic in einem Interview mit BTM bemerkte), so dass der Blickpunkt auf Yankovics Leben als Junggeselle lag und (was sie als solches wahrnahmen) seine Einsamkeit (außerdem auch die kommerziellen Flops von UHF und Polka Party).
Yankovic hatte außerdem eine Reihe von Gastauftritten und Cameo-Auftritten in Filmen wie Die nackte Kanone und der amerikanischen Fernsehserie How I Met Your Mother (Staffel 7, Episode 7).
Er trat außerdem in Zeichentrickproduktionen wie Eek! The Cat, Die Simpsons (Homer auf Irrwegen, Die wilden 90er), Futurama, Scooby-Doo und wer bist Du? und The Brak Show auf und lieh einer ihm nachempfundenen Figur in My Little Pony – Freundschaft ist Magie seine Stimme. In der Disney-Kindersendung Gravity Falls spricht er im Original eine Figur.
In der Disney-Zeichentrickserie Schlimmer geht’s immer mit Milo Murphy spricht er die Hauptfigur Milo Murphy.
In der Showtime-Serie Work in Progress verkörperte sich Yankovic von 2019 bis 2021 in zwei Folgen selbst.

## Filmprojekte
1989 erfüllte Yankovic sich seinen langjährigen Traum, einen Kinofilm zu drehen. Der Film, der eine Parodie auf die US-amerikanische Fernsehlandschaft ist und etliche Filmparodien enthält, erhielt den Titel UHF. Yankovic verfasste das Drehbuch zusammen mit seinem Freund und Manager Jay Levey; letzterer führte Regie. Die Hauptrollen übernahmen Al Yankovic, Victoria Jackson, Michael Richards, Fran Drescher und Kevin McCarthy. Bei Testvorführungen schnitt der Film extrem gut ab, weshalb ihn die Orion Pictures Corporation als ihren Blockbuster von 1989 ins Kino brachte. Doch UHF bekam große Konkurrenz durch die Filme Batman, Lethal Weapon und Indiana Jones und der letzte Kreuzzug, weshalb er anfangs zu einem kommerziellen Flop wurde. Im Laufe der Zeit wurde UHF zum Kultfilm und auf DVD und Blu-ray veröffentlicht.
Das Filmteam widmete den Film dem Schauspieler Trinidad Silva, der kurz vor Abschluss der Dreharbeiten durch einen betrunkenen Autofahrer angefahren wurde und an den Folgen dieses Unfalls starb.
2022 wurde ein nur zum Teil biografischer Film über Yankovics Leben gedreht, Daniel Radcliffe spielt darin Yankovic. Weird: The Al Yankovic Story wurde im September 2022 erstmals aufgeführt, Yankovic selbst war als Drehbuchautor an der Produktion beteiligt.

## Andere Projekte
- Babalu Music – 1991: Eine Sammlung von I Love Lucy – Musik. Das Video beinhaltet Schnipsel aus vielen I Love Lucy-Folgen und als Musik wurden die Desi Arnaz-Songs Babalu und Cuban Pete sowie die Titelmusik der Serie verwendet.
- Peter and the Wolf – 1988: „Diese verschrobene klassische Kinder-CD beinhaltet Erzählungen und Gedichte, die von ‚Weird Al‘ Yankovic geschrieben wurden, und außerdem von Synthesizer-Wunderkind Wendy Carlos arrangierte, komponierte und ausgeführte Musik“[7]. Yankovics Texte verändern die Originalgeschichte beträchtlich, während die Musik einige Neuerungen von Wendy Carlos gegenüber dem Original Sergei Prokofjews beinhaltet. Die B-Seite des Albums nennt sich „Carnival of the Animals, Part II“, was eine Art Hommage auf Karneval der Tiere von Camille Saint-Saëns ist, wobei Yankovic die Rolle von Edward Lear übernimmt, indem er humorvolle Gedichte über die Schnecke, den Hai usw. schreibt.

## Diskografie

### Studioalben
| Jahr | Titel                  | Höchstplatzierung, Gesamtwochen, AuszeichnungChartplatzierungen (Jahr, Titel, Platzierungen, Wochen, Auszeichnungen, Anmerkungen) | Höchstplatzierung, Gesamtwochen, AuszeichnungChartplatzierungen (Jahr, Titel, Platzierungen, Wochen, Auszeichnungen, Anmerkungen) | Anmerkungen                                            |
| Jahr | Titel                  | UK | US | Anmerkungen                                            |
| ---- | ---------------------- | --- | --- | ------------------------------------------------------ |
| 1983 | "Weird Al" Yankovic    | — | US139 Gold · (8 Wo.)US | Erstveröffentlichung: 26. April 1983                   |
| 1984 | In 3-D                 | — | US17 Platin · (23 Wo.)US | Erstveröffentlichung: 28. Februar 1984                 |
| 1985 | Dare to Be Stupid      | — | US50 Platin · (16 Wo.)US | Erstveröffentlichung: 18. Juni 1985                    |
| 1986 | Polka Party!           | — | US177 (4 Wo.)US | Erstveröffentlichung: 21. Oktober 1986                 |
| 1988 | Even Worse             | — | US27 Platin · (26 Wo.)US | Erstveröffentlichung: 12. April 1988                   |
| 1988 | Peter & The Wolf       | — | — | Erstveröffentlichung: 4. Oktober 1988 mit Wendy Carlos |
| 1989 | UHF                    | — | US146 (4 Wo.)US | Erstveröffentlichung: 18. Juli 1989                    |
| 1992 | Off the Deep End       | — | US17 Platin · (27 Wo.)US | Erstveröffentlichung: 14. April 1992                   |
| 1993 | Alapalooza             | — | US46 Gold · (24 Wo.)US | Erstveröffentlichung: 5. Oktober 1993                  |
| 1996 | Bad Hair Day           | — | US14 ×2Doppelplatin · (56 Wo.)US                                                                                                  | Erstveröffentlichung: 12. März 1996                    |
| 1999 | Running with Scissors  | — | US16 Platin · (32 Wo.)US | Erstveröffentlichung: 28. Juni 1999                    |
| 2003 | Poodle Hat             | — | US17 (15 Wo.)US | Erstveröffentlichung: 20. Mai 2003                     |
| 2006 | Straight Outta Lynwood | — | US10 Gold · (23 Wo.)US | Erstveröffentlichung: 26. September 2006               |
| 2011 | Alpocalypse            | — | US9 (6 Wo.)US | Erstveröffentlichung: 21. Juni 2011                    |
| 2014 | Mandatory Fun          | UK71 (1 Wo.)UK | US1 (12 Wo.)US | Erstveröffentlichung: 15. Juli 2014                    |

### Kompilationen
| Jahr | Titel                                                  | Höchstplatzierung, Gesamtwochen, AuszeichnungChartsChartplatzierungen (Jahr, Titel, Platzierungen, Wochen, Auszeichnungen, Anmerkungen) | Anmerkungen                             |
| Jahr | Titel                                                  | US | Anmerkungen                             |
| ---- | ------------------------------------------------------ | --- | --------------------------------------- |
| 1994 | Greatest Hits Volume II                                | US198 (1 Wo.)US | Erstveröffentlichung: 25. Oktober 1994  |
| 2009 | The Essential "Weird Al" Yankovic                      | US178 (1 Wo.)US | Erstveröffentlichung: 27. Oktober 2009  |
| 2017 | Squeeze Box: The Complete Works of "Weird Al" Yankovic | US185 (1 Wo.)US | Erstveröffentlichung: 24. November 2017 |

Weitere Kompilationen
- 1988: "Weird Al" Yankovic's Greatest Hits
- 1993: The Food Album
- 1994: Permanent Record: Al in the Box
- 1995: The TV Album

### Singles
| Jahr | Titel Album                           | Höchstplatzierung, Gesamtwochen, AuszeichnungChartplatzierungen (Jahr, Titel, Album, Platzierungen, Wochen, Auszeichnungen, Anmerkungen) | Höchstplatzierung, Gesamtwochen, AuszeichnungChartplatzierungen (Jahr, Titel, Album, Platzierungen, Wochen, Auszeichnungen, Anmerkungen) | Anmerkungen                              |
| Jahr | Titel Album                           | UK | US | Anmerkungen                              |
| ---- | ------------------------------------- | --- | --- | ---------------------------------------- |
| 1983 | Ricky "Weird Al" Yankovic             | — | US63 (8 Wo.)US | Erstveröffentlichung: 3. Mai 1983        |
| 1984 | Eat It In 3-D                         | UK36 (7 Wo.)UK | US12 Gold · (12 Wo.)US | Erstveröffentlichung: 28. Februar 1984   |
| 1984 | King of Suede In 3-D                  | — | US62 (6 Wo.)US | Erstveröffentlichung: April 1984         |
| 1984 | I lost on Jeopardy In 3-D             | — | US81 (3 Wo.)US | Erstveröffentlichung: 4. Juni 1984       |
| 1985 | Like a Surgeon Dare to Be Stupid      | — | US47 (8 Wo.)US | Erstveröffentlichung: 4. Juni 1985       |
| 1988 | Fat Even Worse                        | UK80 (4 Wo.)UK | US99 (2 Wo.)US | Erstveröffentlichung: 12. April 1988     |
| 1992 | Smells Like Nirvana Off the Deep End  | UK58 (1 Wo.)UK | US35 (11 Wo.)US | Erstveröffentlichung: 3. April 1992      |
| 1996 | Amish Paradise Bad Hair Day           | — | US53 (16 Wo.)US | Erstveröffentlichung: 12. März 1996      |
| 2006 | White & Nerdy Straight Outta Lynwood  | UK80 (2 Wo.)UK | US9 Platin + Gold (Mastertone) · (20 Wo.)US                                                                                              | Erstveröffentlichung: 12. September 2006 |
| 2006 | Canadian Idiot Straight Outta Lynwood | — | US82 (10 Wo.)US | Erstveröffentlichung: 12. September 2006 |
| 2014 | Word Crimes Mandatory Fun             | — | US39 (1 Wo.)US | Erstveröffentlichung: 15. Juli 2014      |

Weitere Singles
- 1979: My Bologna
- 1981: Another One Rides the Bus
- 1983: I Love Rocky Road
- 1984: This is the Life
- 1985: I Want a New Duck
- 1985: One More Minute
- 1985: Hooked on Polkas
- 1986: Dare to Be Stupid
- 1986: Living with a Hernia
- 1986: Christmas at Ground Zero
- 1988: Lasagna
- 1988: I Think I’m a Clone Now
- 1989: UHF
- 1989: Money for Nothing / Beverly Hillbillies
- 1989: Isle thing
- 1992: You Don’t Love Me Anymore
- 1992: Taco Grande
- 1993: Jurassic Park
- 1993: Bedrock Anthem
- 1993: Achy Breaky Song
- 1994: Headline News
- 1996: Gump
- 1996: Spy Hard
- 1996: The Night Santa Went Crazy
- 1999: The Saga Begins
- 1999: It’s All About the Pentiums
- 1999: Polka Power!
- 1999: Pretty Fly for a Rabbi
- 2006: Don’t Download This Song
- 2008: Whatever You Like
- 2009: Craigslist
- 2009: Skipper Dan
- 2009: CNR
- 2009: Ringtone
- 2011: Perform This Way
- 2018: The Hamilton Polka

### Videoalben
- Video Library – Greatest Hits (US: Gold)
- Alapalooza, The Videos (US: Gold)
- Bad Hair Day (US: Gold)
- Weird Al – Live (US: Gold)
- The Ultimate Video Collection (US: Platin)

## Parodien (Auswahl)
Hier aufgelistet sind die 72 Parodien (in Klammern die jeweiligen Originale), die auf mindestens einem Album veröffentlicht wurden. Darüber hinaus gibt es 54 weitere Parodien, die nicht kommerziell veröffentlicht wurden.
- A Complicated Song (Avril Lavignes „Complicated“)
- Achy Breaky Song (Billy Ray Cyrus’ „Achy Breaky Heart“)
- Addicted to Spuds (Robert Palmers „Addicted to Love“)
- Alimony (Billy Idols „Mony Mony“)
- Amish Paradise (Coolios „Gangsta’s Paradise“; Originalmusik stammt von Stevie Wonders „Pastime Paradise“)
- Another One Rides the Bus (Queens „Another One Bites the Dust“)
- Another Tattoo (B.o.Bs „Nothin' On You“)
- Baby Likes Burping (The Knacks „Baby Talks Dirty“)
- Bedrock Anthem („Under the Bridge“ und „Give it Away“ der Red Hot Chili Peppers)
- Beverly Hillbillies („Money for Nothing“ der Dire Straits)
- Canadian Idiot („American Idiot“ von Green Day)
- Cavity Search (U2s „Hold Me, Thrill Me, Kiss Me, Kill Me“)
- Confessions Part III (Ushers „Confessions Part II“)
- Couch Potato (Eminems „Lose Yourself“ aus dem Film 8 Mile)
- Do I Creep You Out (Taylor Hicks’ „Do I Make You Proud“)
- eBay („I Want It That Way“ von den Backstreet Boys)
- Eat It (Michael Jacksons „Beat It“)
- Fat (Michael Jacksons „Bad“)
- Foil (Lordes „Royals“)
- Germs (Nine Inch Nails’ „Closer“ und „Terrible Lie“)
- Girls Just Want to Have Lunch (Cyndi Laupers „Girls Just Want to Have Fun“)
- Grapefruit Diet (Cherry Poppin’ Daddies' „Zoot Suit Riot“)
- Gump („Lump“ der Presidents of the United States of America sowie gleichzeitig eine Parodie auf den Film Forrest Gump)
- Handy (Iggy Azaleas und Charli XCX' „Fancy“)
- Headline News („Mmm Mmm Mmm Mmm“ von den Crash Test Dummies)
- Here’s Johnny (El DeBarges „Who’s Johnny“)
- Homer and Marge (John Mellencamps „Jack & Diane“)
- I Can’t Watch This (MC Hammers „U Can’t Touch This“)
- I Lost on Jeopardy („Jeopardy“ von der Greg Kihn Band)
- I Love Rocky Road (Joan Jetts „I Love Rock ’n’ Roll“)
- I Think I’m a Clone Now (Tiffanys „I Think We’re Alone Now“)
- I Want a New Duck (Huey Lewis & the News’ „I Want a New Drug“)
- Inactive (Imagine Dragons’ „Radioactive“)
- Introduction (Peter and the Wolf) (Sergei Prokofjews „Peter und der Wolf“)
- Isle Thing (Tone Lōcs „Wild Thing“)
- It’s All About the Pentiums (Puff Daddys „It’s All About The Benjamins“)
- Jerry Springer (Barenaked Ladies „One Week“)
- Jurassic Park („MacArthur Park“ von Richard Harris mit Bezug zum Film Jurassic Park)
- King of Suede (The Polices „King of Pain“)
- Lasagna („La Bamba“ von Ritchie Valens)
- Like a Surgeon (Madonnas „Like a Virgin“)
- Livin’ in the Fridge (Aerosmiths „Living on the Edge“)
- Living with a Hernia (James Browns „Living in America“)
- My Bologna („My Sharona“ von The Knack)
- Ode to a Superhero (Billy Joels „Piano Man“ mit Bezug zum Film Spider-Man)
- Pac-Man („Taxman“ von den Beatles)
- Party in the CIA („Party in the USA“ von Miley Cyrus)
- Perform This Way (Lady Gagas „Born this Way“)
- Peter and the Wolf (Sergei Prokofjews „Peter und der Wolf“)
- Phony Calls (TLCs „Waterfalls“)
- Pretty Fly for a Rabbi (The Offsprings „Pretty Fly (for a White Guy)“)
- Ricky („Mickey“ von Toni Basil, verwendet humorvolle Bezüge auf die Sitcom „I Love Lucy“)
- She Drives Like Crazy (Fine Young Cannibals „She Drives Me Crazy“)
- Smells Like Nirvana (Nirvanas „Smells Like Teen Spirit“)
- Spam (R.E.M.s „Stand“)
- Stop Draggin’ My Car Around („Stop Draggin’ My Heart Around“ von Tom Petty und Stevie Nicks)
- Syndicated Inc. (Soul Asylums „Misery“)
- Tacky (Pharrell Williams’ „Happy“)
- Taco Grande (Gerardos „Rico Grande“)
- The Brady Bunch („The Safety Dance“ der Men Without Hats)
- The Plumbing Song (Milli Vanillis „Baby Don't Forget My Number“ und „Blame It On The Rain“)
- The Rye or the Kaiser (Theme from Rocky XIII) (Survivors „Eye Of The Tiger“)
- The Saga Begins (Don McLeans „American Pie“; erzählt die Geschichte von Star Wars: Episode I – Die dunkle Bedrohung)
- The White Stuff (New Kids on the Blocks „You Got It (The Right Stuff)“)
- (This Song’s Just) Six Words Long (George Harrisons „Got My Mind Set on You“)
- TMZ (Taylor Swifts „You Belong With Me“)
- Toothless People (Mick Jaggers Titellied zu dem Film „Ruthless People“)
- Trapped in the Drive-Thru (R. Kellys „Trapped in the Closet“)
- Trash Day (Nellys „Hot in Herre“)
- Whatever You Like (T.I.s „Whatever You Like“)
- White & Nerdy (Chamillionaires „Ridin’ Dirty“)
- Word Crimes (Robin Thickes, T.I.s und Pharrell Williams’ „Blurred Lines“)
- Yoda („Lola“ von den Kinks; nimmt Bezug auf die Figur Yoda aus Star Wars)
- You’re Pitiful (James Blunts „You’re Beautiful“)

## Auszeichnungen für Musikverkäufe
| Goldene Schallplatte - Australien - 2000: für das Album Running with Scissors - Kanada - 1984: für das Album In 3D - 1984: für die Single Eat It - 1988: für das Album Even Worse - 1995: für das Album Greatest Hits Volume II - 1997: für das Album Greatest Hits - 1999: für das Album Running with Scissors | Platin-Schallplatte - Kanada - 1995: für das Album Off the Deep End - 1996: für das Album Bad Hair Day 2× Platin-Schallplatte - Australien - 2011: für das Videoalbum The Ultimate Video Collection - Kanada - 1998: für das Album Alapalooza |

Anmerkung: Auszeichnungen in Ländern aus den Charttabellen bzw. Chartboxen sind in ebendiesen zu finden.
| Land/RegionAuszeichnungen für Musikverkäufe (Land/Region, Auszeichnungen, Verkäufe, Quellen) | Gold       | Platin       | Verkäufe   | Quellen         |
| -------------------------------------------------------------------------------------------- | ---------- | ------------ | ---------- | --------------- |
| Australien (ARIA)                                                                            | Gold1      | 2× Platin2   | 65.000     | aria.com.au     |
| Kanada (MC)                                                                                  | 6× Gold6   | 4× Platin4   | 700.000    | musiccanada.com |
| Vereinigte Staaten (RIAA)                                                                    | 10× Gold10 | 9× Platin9   | 11.300.000 | riaa.com        |
| Insgesamt                                                                                    | 17× Gold17 | 15× Platin15 |            |                 |